# Сухомлинов, Павел Денисович
Па́вел Дени́сович Сухомли́нов (28 февраля 1912, Моршанск, Тамбовская губерния, Российская империя — 18 августа 1987, Моршанск, Тамбовская область, СССР) — советский военачальник, контр-адмирал (1951), бессменный командир подводной лодки Щ-205 в годы Великой Отечественной войны. Член КПСС с 1942 года.

## Биография
Родился 28 февраля 1912 года в городе Моршанск, Тамбовской губернии (ныне Тамбовская область). В 1931 году окончил рабфак, в ВМФ с того же года.
С 1931 года по январь 1932 года краснофлотец учебного отряда. В 1932 году окончил Курсы ускоренной подготовки командного состава Военно-Морских Сил, а в 1933 году Специальные курсы командного состава при ВМУ им. Фрунзе. В 1936 году окончил Специальные курсы командного состава ВМС РККА. 
С декабря 1933 года по ноябрь 1938 дублёр командира БЧ-2-3 подводной лодки «Л-5». В 1939 году окончил Специальные курсы командного состава Учебного отряда подводного плавания им. Кирова. С июля 1939 года помощник командира подводной лодки «С-33». В этой должности встретил начало Великой Отечественной войны.
С началом войны на лодке «С-33» принял участие в двух боевых походах. В августе 1941 года в звании капитан-лейтенанта назначен на должность командира подводной лодки «Щ-205», на ней совершил 4 боевых похода, произвёл 3 торпедных атаки с выпуском 7 торпед и 2 артиллерийские атаки.
- 18 мая 1942 года артиллерией был потоплен транспорт «Дуатепе» (128 брт), который перевозил контрабанду хромовой руды, так же артиллерией была потоплена парусно-моторная шхуна «Махбуб Джихан» (около 20 брт), которая находилась рядом.
- 23 мая 1942 года торпедным залпом был потоплен транспорт «Зафер» («Сафак», 330 брт).
- 5 августа 1942 года торпедным залпом повреждён транспорт «Arkadia» в 1.927 брт.

В июне 1942 года был совершён один транспортный рейс из Новороссийска в Севастополь и обратно, в ходе которого было доставлено 29 тонн боеприпасов, 1,5 тонны продовольствия и 17 тонн бензина и эвакуировано из Севастополя 50 человек. На обратном пути подводная лодка была обнаружена силами ПЛО противника. Торпедные катера и авиация сбросили на субмарину 40 глубинных и авиабомб. Были заклинены кормовые горизонтальные рули, но экипаж устранил повреждения. Утром 27 июня 1942 года подводную лодку безуспешно атаковала пара «Ju-88». Вечером 27 июня 1942 года «Щ-205» прибыла в Новороссийск.
В октябре 1942 года «Щ-205» встала на капремонт и в боевых действиях больше участия не принимала.
1 мая 1943 года «Щ-205» стала гвардейской а Сухомлинову было присвоено звание капитан 3-го ранга. Командовал лодкой до ноября 1945 года.
C ноября 1945 года по декабрь 1946 года занимал должность командира 3-го дивизиона подводных лодок 2-й бригады ЧФ. С декабря 1946 года по декабрь 1947 года — начальник отряда подводного плавания ОБП штаба флота. С декабря 1947 года по апрель 1948 года занимал должность заместителя начальника ОБП, и начальника отряда ПА и средств ОБП штаба флота. C апреля 1948 года по май 1951 года — командир 2-го дивизиона подводных лодок ЧФ. С мая 1951 года по декабрь 1954 года — командир 153-й бригады подводных лодок. 3 ноября 1951 года Сухомлинову было присвоено звание контр-адмирал. С ноября 1955 года по декабрь 1957 года — командир 90-й бригады подводных лодок ТОФ. С декабря 1957 по июнь 1962 года командовал 51-м учебным отрядом подводного плавания Тихоокеанского флота. С июня 1962 по июнь 1965 — заместитель начальника по подготовки и комплектования Главного штаба ВМФ. С июня 1965 года — в запасе.
Умер 18 августа 1987 года. Похоронен в родном Моршанске.

## Награды
- Орден Ленина (30.12.1956)[1]
- Орден Красного Знамени (30.11.1942)[1]
- Орден Красного Знамени (22.02.1946) (за выслугу лет)[1]
- Орден Красного Знамени (13.06.1952)[1]
- Орден Нахимова II степени (26.05.1945)[1]
- Орден Отечественной войны I степени  (26.09.1944)[1]
- Орден Отечественной войны I степени (06.04.1985)[2]
- Орден Красной Звезды (30.04.1947)[1]

медали в том числе:
- «За боевые заслуги»  (03.11.1944)[1]
- «За оборону Севастополя»  (22.12.1942)[1]
- «За оборону Кавказа»  (01.05.1944)[1]
- «За победу над Германией в Великой Отечественной войне 1941–1945 гг.» (09.05.1945)[1]

награды иностранных государств
- Медаль «Отечественная война 1944—1945 гг.»

## Память
- В документальном цикле Великая война в 13 серии «Война на море» упоминается о боевом походе лодки Щ-205 и о самом Сухомлинове.